# Hōjō Yoshimune
Hōjō Yoshimune (北条義宗, 1253-16 septembre 1277), membre du clan Hōjō, est le sixième rokuhara Tandai (Kitakata) (première sécurité intérieure de Kyoto) de 1271 jusqu'à sa mort en 1277.